# 玛丽恩·戴维斯
玛丽恩·戴维斯（英語：Marion Davies，1897年1月3日—1961年9月22日），美国电影女演员、制片人、编剧与慈善家。

## 生平
戴维斯生于纽约布鲁克林。她于1916年时首次登上银幕。后来她与报业大亨威廉·赫斯特相识，并成为他的情妇。赫斯特也由此掌管了戴维斯的演艺生涯，不仅资助她出演的演片，还在他旗下的媒体上大力宣传戴维斯，使她成为了好莱坞的当红女星。
不过后来有声电影兴起，戴维斯被其童年时的口吃经历所影响。同时，她与赫斯特之间也就她出演的角色产生了分歧。最终，她于1937年退出了影坛。此后她主要从事慈善事业。
1951年赫斯特去世后，她旋即便与霍勒斯·布朗（Horace Brown）结婚。但对她而言，这段婚姻并不愉快。1961年9月，她在好莱坞的家中去世，终年64岁。